# Коваржикова, Радка
Ра́дка Кова́ржикова (чеш. Radka Kovaříková; род. 26 февраля 1975, Брно) — фигуристка из Чехии, выступавшая  в парном разряде. В паре с Рене Новотны она — чемпионка (1995) и серебряный призёр (1992) чемпионатов мира, вице-чемпионка Европы (1995), неоднократный призёр этапов Гран-при и чемпионка Чехии (1994).

## Карьера
Радка Коваржикова сначала занималась одиночным катанием и добилась определённых успехов – стала чемпионкой  Чехословакии среди юниоров.  Когда ей исполнилось 13 лет, она перешла в парное катание, составив пару с Рене Новотны.  На чемпионате мира 1992 года пара выиграла для Чехии первую за последние 34 года серебряную медаль.  Вскоре пара приняла решение переехать в США к Ирине Родниной, работавшей в Калифорнии с 1992 по 1997 год. Под руководством Родниной пара завоевала  исторический  для Чехии титул  чемпионов  мира в парном катании.  После этой  победы Радка и Рене ушли в профессионалы и стали чемпионами мира среди профессионалов 1995 и 1997 года. Принимали участие в ледовых шоу.

## Личная жизнь
1 июня 1996 года Рене Новотны и Радка поженились. В 2011 году фигуристка объявила, что их брак распался. Вторым её мужем стал режиссёр Индржих Шимек.

## Результаты
| Соревнования               | 1989-90 | 1990-91 | 1991-92 | 1992-93 | 1993-94 | 1994-95 |
| -------------------------- | ------- | ------- | ------- | ------- | ------- | ------- |
| Олимпийские игры           |         |         | 4       |         | 6       |         |
| Чемпионаты мира            | 8       |         | 2       | 4       | 5       | 1       |
| Чемпионаты Европы          | 6       | 4       | 4       | 4       | 4       | 2       |
| Чемпионаты Чехии           |         |         |         |         | 1       |         |
| Skate America              |         | 2       |         | 2       |         | 3       |
| Skate Canada International |         |         |         |         | 2       |         |
| Trophee Lalique            | 3       |         | 2       | 2       |         | 4       |
| NHK Trophy                 |         | 6       | 2       |         | 2       | 2       |
| Bofrost Cup on Ice         |         | 3       | 3       |         |         |         |
| Nebelhorn Trophy           | 3       |         |         |         |         |         |